# Sophie Daguin
Pour les articles homonymes, voir Daguin.
Sophie Marguerite Daguin est une danseuse française née à Paris le 26 mars 1801 et morte à Stockholm le 13 mars 1881.
Fille d'un libraire de l'Opéra de Paris, elle reçoit l'enseignement de Charles-Louis Didelot à l'âge de huit ans et est bientôt engagée à l'école du Ballet de l'Opéra.
Appelée à Stockholm en 1815, elle débute au Ballet royal suédois, avec d'autres danseurs français, en décembre dans La Fille mal gardée de Jean Dauberval, chorégraphiée par Jean-Baptiste Brulo : Sophie Daguin y tient le rôle de Lise.
Nommée première danseuse en 1820, elle devient directrice et maîtresse de ballet de 1827 à 1830, probablement la première femme de l'histoire à assumer officiellement cette fonction.
De 1830 à 1856, elle est professeur à l'école de ballet.
Elle chorégraphie sa version de La Fille mal gardée en 1842, sous le titre Max och Emma, ballet dansé par ses élèves.
Elle se produit pour la dernière fois sur scène en 1841, dans L'Élève de l'amour de Filippo Taglioni.